# Franz Flaskamp
Franz Xaver Flaskamp (* 15. Oktober 1890 in St. Vit; † 20. April 1985 in Rheda-Wiedenbrück) war ein deutscher Historiker, Archivar und Autor in Westfalen.
Flaskamp besuchte von 1906 bis 1908 die Präparandenanstalt in Osnabrück und erhielt 1911 als Lehrer eine Anstellung in Ibbenbüren. 1913 absolvierte er die Reifeprüfung in Warendorf und studierte anschließend Geschichtswissenschaften und Theologie an der Universität Münster, wo er mit einer Arbeit über Das hessische Missionswerk des heiligen Bonifatius promovierte. Er wurde Archivar in Münster und später in Wiedenbrück. Er beschäftigte sich insbesondere mit der frühen Christianisierung und der Kirchengeschichte Westfalens, mit westfälischen Persönlichkeiten der Zeitgeschichte, mit westfälischen Institutionen sowie der Kulturgeschichte Westfalens und der Geschichte von Wiedenbrück.
Er ist Autor von mehr als 100 Publikationen. Flaskamp wurde im November 1950 zum ordentlichen Mitglied der Historischen Kommission für Westfalen gewählt. Im April 1970 wurde er außerdem zum Ehrenmitglied der Kommission gewählt.

## Bibliographie (Auswahl)
- Bernhard Heising (1865–1903). Ein deutsches Künstlerleben. Regensberg, Münster i. Westf. 1932
- Das hessische Missionswerk des hl. Bonifatius. Mecke, Duderstadt 1925
- Die Anfänge friesischen und sächsischen Christentums. Borgmeyer, Hildesheim 1929
- Geschichte der Stadt Wiedenbrück. Hanhardt, Wiedenbrück 1935
- Ignaz Philipp Rosenmeyer (1764–1830). Ein Pionier der westfälischen Kulturgeschichte. Hanhardt, Wiedenbrück 1966
- Das Seminar zu Büren. Die Anfänge westfälischer Lehrerbildung. Scharpenberg, Rheda 1957